# Барака (река)
Ба́рака (на территории Эритреи — Ба́рка; араб. نهر بركة‎ Нахр-Барака) — сезонная река в Эритрее и Судане, течёт с Эритрейского нагорья на равнины Судана. В период правления Великобритании в Судане реку называли «Газель» из-за постоянного изменения её русла по причине сильного перемещения песчаных дюн.

## География
Барака берёт начало на Эритрейском плато неподалёку от Асмэры и протекает в северо-западном направлении через Агордат. Около 300 км Барка протекает по территории Эритреи и около 200 км — по территории Судана до токарской дельты.
На территории Судана Барака сезонно течёт до дельтового устья в Красном море, у города Токар. Точное местонахождение устья не может быть установлено, поскольку дельта реки имеет длину около 45 км и ширину 80 км.

### Речная система[9]
Объекты по порядку от устья к истоку ( км от устья: ← левый приток | → правый приток | — объект на реке ):
Красное море
Барака
→ Себат
← Лангеб
→ Оди
→ Тохагель
→ Луи
← Керай
Барка
→ Леггити
← Ансэба
← Дзара
→ Адобаха-Аббай
← Адобаха-Нуш
← Хаттай
← Могатет
← Лакоеб
← Сава

## Гидрология
Река течёт лишь несколько месяцев в году. Только во время сезона дождей в летние месяцы она достигает границы с Суданом. Тем не менее, Барака является одним из основных источников воды в Восточном Судане (в переводе с арабского «барака» означает «благодать»). Средний расход воды в реке составляет 0,8 куб. километров в год. В хороший сезон дождей в токарской дельте наблюдается от 15 до 22 паводков, в результате которых в дельте осаждается большое количество ила и песка.